# Branislav Nušić
Branislav Nušić (cirill írással Бранислав Нушић, fonetikus átírásváltozata Brániszláv Nusity, a századfordulós Magyarországon Nusics Braniszláv; eredeti aromán neve Alchiviadi al Nusha; Belgrád, 1864. október 20. – Belgrád, 1938. január 19.) szerb drámaíró, író, színigazgató, diplomata. Fél évszázados, az 1880-as és 1930-as évek közé eső művészi pályafutása a századforduló irodalmi realizmusa jegyében telt. Az utókor Jovan Sterija Popović mellett Nušićot a modern szerb drámairodalom megteremtőjeként tiszteli, szatirikus vígjátékai a leggyakrabban játszott darabok közé tartoznak szerbiai színpadokon.

## Élete
Nušić aromán gyökerekkel rendelkező belgrádi kereskedőcsalád sarjaként született. Jogot hallgatott a belgrádi, majd a grazi Károly Ferenc Egyetemen, 1885 novemberében pedig önkéntesként harcolt a két hétig tartó bolgár–szerb háborúban. Időközben csatlakozott a szerb király, Milan Obrenović ellenzékét képező értelmiségi körhöz. 1887-ben perbe fogták egy királyellenes szatirikus verséért, és kétévi börtönbüntetést szabtak ki rá, de 1888-ban amnesztiával szabadult. Ezt követően az Oszmán Birodalom területén található különböző szerb konzulátusokon teljesített diplomáciai szolgálatot: rövid manastıri (ma Bitola, Macedónia), üskübi (Szkopje, Macedónia) és priştinei (ma Pristina, Koszovó) missziókat követően 1889–1900 között Szalonikiben.
Mindeközben foglalkozott ugyan írással, de csak elvétve publikált. Írt elbeszélést, úti jegyzetet, tárcát, emellett több folyóirat szerkesztésében is részt vállalt: 1891-től az akkor induló Preodnica című ifjúsági almanach, 1899-től a Zvezda szerkesztőségének tagja volt. 1900-ban feladta diplomáciai pályafutását, s korábbi iskolatársa és barátja, az oktatásügyi miniszterré lett Pavle Marinković titkára lett. Új tisztségét azonban röviddel ezután, 1900. július 14-én felcserélte a Belgrádi Nemzeti Színház igazgatói székével. 1904-től egy évig az újvidéki Szerb Nemzeti Színházat vezette, majd ismét Belgrádba költözött, és Ben Akiba álnéven írt tárcákat különféle folyóiratokba. 1913-ban saját színházat alapított a macedóniai Skopjéban, s 1915-ig igazgatta az intézményt. Ekkor már javában dúlt az első világháború, s Nušić civilként csatlakozott az Albániában állomásozó szerb alakulathoz, amelynek soraiban harcolt fia is. Tanúja volt a 100 ezres emberveszteséget követelő, a bolgár hadsereg nyomására kialakult 1915–1916. évi erőltetett menetnek, amelynek során fia is életét vesztette. Ezt követően Nušić olaszországi, svájci, végül franciaországi emigrációban élt.
1918-ban hazatért és az oktatásügyi minisztérium művészeti osztályvezetője lett. 1923–1927 között a szarajevói színház direktoraként tevékenykedett, majd visszatért Belgrádba, és az elkövetkező évtizedben újságírásból élt. 1933-ban a Szerb Tudományos és Művészeti Akadémia tagjává választották.

## Életműve
Nušić pályafutása során írt regényt, novellát, esszét, tárcát, memoárt, és több drámai műfajban is kipróbálta tehetségét, munkássága mégis vígjátékai révén bizonyult maradandónak. Első irodalmi alkotását, A népképviselő című szatirikus vígjátékát 1883-ban, tizennyolc évesen írta meg, de pályája kezdetén mégis főként prózával foglalkozott. Az 1885-ös háborúban szerzett tapasztalatai és élményei alapján írta meg első elbeszéléseit, amelyek 1886-ban jelentek meg Egy káplár emlékeiből címen. Második novelláskötetét 1898-ban adta ki Ramadani esték címen.
1898–1900 közötti diplomáciai pályafutása során Nušić csak keveset foglalkozott írással, a századfordulótól pedig egyre inkább a drámai műfajok felé fordult. Eleinte realista hangvételű történelmi drámákat szerzett: A semberijai herceg (1900) a szerbek 19. század eleji törökellenes felkelésének állított emléket, a Danak u krvi (1909) pedig az oszmán devsirmerendszerről szól, janicsárnak elhurcolt fiúgyermekek történetét meséli el. Hamarosan azonban Nušić visszatért a kezdetekhez, és ismét szatirikus, a társadalom visszásságait kifigurázó vígjátékokkal jelentkezett (A világ, 1906; Út a világ körül, 1910, de nyomtatásban csak 1931-ben jelent meg).
Az első világháborút követően – az albániai erőltetett menetben átélt borzasztó élmények és fia elvesztésének hatására – irodalmi munkássága komor színezetet kapott. Két memoárkötetet is kiadott (Kilencszáztizenöt, 1921; Önéletrajz, 1924), majd 1934-ben megjelent első és egyetlen, az ifjúság számára írt történeti regénye is (Hajdukok). A vígjátékíráshoz szintén csak az 1930-as években tért vissza, s ekkor publikálta folyóiratokban Ben Akiba álnév alatt humoreszkjeit is. Ebben az időszakban írta legjobb színpadi műveit: többek között a hatalomhoz és a pénzhez ragaszkodó kispolgárságot kigúnyoló A miniszter felesége (1931) című vígjátékát, vagy a generációk közötti konfliktusokat keserédesen ábrázoló Belgrád régen és ma (1935) című darabot. A szatirikus vígjátékaiban megjelenő alakok szinte kivétel nélkül negatív jellemek, cinikusak, karrieristák, minden erkölcsi érzék híján vannak, de megkapó humorral ábrázolt ténykedésük és bukásuk fergeteges komédiává varázsolja a társadalomkritikai éllel megrajzolt, valójában szemfényvesztéssel, csalással és bűnnel terhelt élethelyzeteket. Nušić már halálos ágyán feküdt, amikor 1938-ban Zágrábban bemutatták a felső tízezer korrupcióval, protekcionizmussal átszőtt intrikáit és cselszövéseit fekete humorral bemutató A megboldogult című művét.
A 20. század során Nušić egész Jugoszláviában az egyik leggyakrabban játszott színpadi szerző volt, s valamennyi darabjából televíziós játékfilmet is készítettek. Az 1940-es évekig magyarországi, később pedig vajdasági magyar színpadokon is sikerrel mutatták be komédiáit.

## Főbb művei
Drámák, vígjátékok, színművek
- Narodni poslanik, 1883
Magyarul: A népképviselő, 1903
- Sumnjivo lice, 1887
Magyarul: Gyanús személy, ford. Kopeczky László, Újvidék, Tankönyvkiadó Intézet 1988
- Knez od Semberije, Mostar, Paher i Kisić, 1900
- Običan čovek, Beograd, Miloš Veliki, 1900
- Pučina, Beograd, Štamparija Dositije Obradović, 1902
- Tako je moralo biti, Beograd, Štamparija Dositije Obradović, 1902
- Malo pozorište, Mostar, Paher i Kisić, 1903
- Svet, Beograd, Srpska književna zadruga, 1906
Magyarul: A világ, Noviszád, Testvériség-Egység, 1950
- Hadži Loja: Fragmenat iz tragedije srpskoga naroda, Beograd, Štamparija Branko Radičević, 1908
- Danak u krvi, Mostar, Paher i Kisić, 1909
- Put oko sveta, Beograd, Kon, 1931
- Gospođa ministarka, Beograd, Kon, 1931
Magyarul: A miniszter felesége, ford. Herceg János, Noviszád, Testvériség-Egység, 1950
- Beograd nekad i sad, Beograd, Kon, 1935
- Ožaloščena porodica, Beograd, Kon, 1935
Magyarul: A gyászoló család, ford. Herceg János, Noviszád, Testvériség-Egység, 1951
- Pokojnik, Beograd, Kon, 1938
Magyarul: A megboldogult, ford. Herceg János, Noviszád, Testvériség-Egység, 1950
- A megboldogult, ford. Csuka Zoltán és Vujicsics D. Sztoján, Budapest, Színháztudományi Intézet, 1965

Elbeszélések
- Pripovetke jednoga kaplara iz srpsko-bugarskog rata 1885, 1886
Magyarul: Egy káplár emlékeiből: Képek és rajzok a szerb-bolgár háborúból, ford. Skrbics Tivadar, Budapest, Franklin, 1903
- Ramazanske večeri, Sarajevo, Prva srpska štamparija R. J. Savića, 1898
- Ben Akiba I., Beograd, Štamparija Dositije Obradović, 1907

Regények
- Opštinsko dete: Roman jednog odojčeta, Beograd, Dositije Obradović, 1902
Magyarul: A község gyermeke, ford. Perovics Szonja, Budapest, Európa, 1957
- Devetsto petnaesta: Tragedija jednog naroda, Beograd, Zagreb, Nušić, 1921
- Autobiografija: Predgovor, pogovor, dvadeset i tri ispisane i jedna neispisana glava, Beograd, Odbor za Nušićevu proslavu, 1924
Magyarul: Jókedvemben írtam: Humoros önéletrajz, ford. Major László, Budapest, Magvető, 1956; Önéletrajz, ford. Major László és Hornyik János, Novi Sad, Forum, 1962
- Hajduci, Beograd, Ćuković, 1934
Magyarul: Hajdukok, ford. Bencz Mihály, Novi Sad, Forum, 1964

## Magyarul
- Egy káplár emlékeiből. Képek és rajzok a szerb-bolgár háborúból; ford. Skrbics Tivadar; Franklin, Bp., 1903 (Olcsó könyvtár)
- A képviselő. Jelenet; in: Magyar színpad; Vajdasági Magyar Kultúrszövetség, Zombor, 1945 (Népművelési kis könyvtár)
- Analfabéta. Vígjáték; ford. Lévay Endre; Minerva Ny., Szubotica, 1948 (Színpadunk)
- A megboldogult. Vígjáték; ford. Herceg János; Testvériség-Egység, Noviszád, 1950 (Színpadunk)
- A világ. Színmű; Testvériség-Egység, Noviszád, 1950 (Színpadunk)
- A miniszter felesége. Vígjáték; ford. Herceg János; Testvériség-Egység Kiadó, Noviszád  1950 (Színpadunk)
- A gyászoló család. Vígjáték; ford. Herceg János; Testvériség-Egység, Újvidék, 1951 (Színpadunk)
- Jókedvemben írtam. Humoros önéletrajz; ford. Major László, utószó Rusvay Tibor; Magvető, Bp., 1956 (Vidám könyvek)
- A község gyermeke. Regény; ford. Perovics Szonja; Európa, Bp., 1957
- Önéletrajz; ford. Major László, Hornyik János; Forum, Novi Sad, 1962
- Hajdukok; ford. Bencz Mihály; Forum, Novi Sad, 1964
- A megboldogult. Szatirikus vígjáték; ford. Csuka Zoltán, Vujicsics D. Sztoján; Színháztudományi Intézet, Bp., 1965 (Világszínház)

## Külső hivatkozások
- Spiró György: Branislav Nušić